# Cum almam nostram Urbem
Cum almam nostram Urbem е папска була на римския папа Пий II от 28 април 1462 г., за съхраняване историческите паметници на древния Рим. Това е един от първите документи в световната история, с който се регламентира статута и опазването на историческите паметници на културното наследство.
Папа Пий ІІ изрично постановява, че желаейки да се съхрани достойнството и блясъка на Рим, всички негови граждани трябва да поддържат и опазват не само градските базилики и храмове, но и да съхранят за поколенията древните сгради и паметници и техните развалини. Забранява се под страх от парични глоби и затвор разрушаването, унищожаването, разбиването, и използването на материали от древните паметници, находящи се на територията на Рим и неговата област.